# Hans Christian Marquard Møller
Hans Christian Marquard Møller (født 11. september 1841 i Randers, død 6. januar 1903) var en dansk politiker og borgmester.
Møller blev født 11. september 1841 i Randers som søn af distriktslæge og juristråd Peder Christian Møller og dennes kone Elisa Amalia Møller (født Secher).
Han blev student i 1859, ligeledes i Randers, hvorefter han blev cand.jur., og i 1866 tiltrådte han en stilling som borgmesterfuldmægtig i Aarhus, som han bestred indtil 1873, hvor han fik embede på Nørhald m.fl. herreders kontor.
Qua sin uddannelse som jurist blev han i 1885 udnævnt til auditør for hæren samt assessor i Landsoverretten i Viborg, hvor han arbejdede, indtil han 7. januar 1888 blev borgmester, byfoged og byskriver i Middelfart samt herredsfoged og skriver i Vends Herred. Stillinger han bestred fra 16. oktober 1893 indtil sin død den 6. januar 1903 i en alder af 61 år. Han blev ikke gift, men fik en søn, Frederik Christian Møller.
For sin gerning blev han i 1893 slået til ridder af Dannebrog.